# Kerti sáfrány
A kerti sáfrány (Crocus vernus) az egyszikűek (Liliopsida) osztályának spárgavirágúak (Asparagales) rendjébe, ezen belül a nősziromfélék (Iridaceae) családjába tartozó faj.

## Előfordulása
A kerti sáfrány eredeti előfordulási területe Európa. A következő országokban található meg természetes állapotban: Ausztria, Franciaország, Németország, Olaszország, Svájc és az egykori jugoszláv államok. Az Amerikai Egyesült Államokbeli Kentucky államba betelepítette az ember. A világon sokfelé termesztik dísznövényként.

## Alfajai
- fehér sáfrány (Crocus vernus subsp. albiflorus) (Kit. ex Schult.)
- Crocus vernus subsp. fritschii (Derganc) Govaerts
- Crocus vernus subsp. vernus (L.) Hill

## Megjelenése
10-15 centiméter magas, lágy szárú növény, melynek vékony levelei és lilás virágai vannak. A bibéi élénk narancssárga színűek.